# Silikatni minerali
Silikatni minerali su minerali koji formiraju stene sa predominantno silikatnim anjonima. Oni su najvaće i najvažnija klasa minierala koji formiraju stene i sačinjavaju približno 90 procenata Zemljine kore.
U mineralogiji, silika, ili silicijum dioksid SiO2, koji korespondira sa x=2 i opštoj formuli, se obično smatra silikatnim mineralom — mada njegovi silikatni „anjon” nema negativno naelektrisanje i nisu prisutni katjoni. Silika je prisutna u prirodi kao mineral kvarc, i njegovi polimorfi.
Na Zemlji je prisutno mnoštvo različitih silikatnih minerala, i još veći opseg njihovih kombinacija koje su ishod procesa kojima je formirana i izmenjivana kora tokom milijardi godina. Ti procesi obuhvataju parcialno topljenje, kristalizaciju, frakcionizaciju, metamorfizam, eluvijalne procese, i dijagenezu. 
Živa stvorenja isto tako doprinose ovom geološkom ciklusu. Na primer, tip planktona poznat kao diatomi konstruiše svoje egzoskeletone od silicijuma ekstrahovanog iz morske vode. Ostaci mrtvih diatoma su glavni sastojak duboko okeanskih sedimenata, i dijatomejske zemlje.

## Opšta struktura
Silikatni mineral je generalno jonska čvrsta materija, čiji se anjoni pretežno sastoje od atoma silicijuma i kiseonika. 
U većini minerala Zemljine kore, svaki atom silicijuma je centar idealnog tetraedra, na čijim uglovima su četiri atoma kiseonika kovalentno vezana za njega. Dva susedna tetraedra mogu da dele teme, što znači da je atom kiseonika most koji povezuje dva atoma silicijuma. Neuparena temena predstavljaju jonizovani atom kiseonika, kovalentno vezan za jedan atom silicijuma, koji doprinosi jednu jedinicu negativnog naelektrisanja anjona. 
Neki silicijumski centri mogu da budu zamenjeni atomima drugih elemenata, još uvek vezanim za četiri kiseonika na uglovima. Ako supstituisani atom normalno nije tetravalentan, on obično doprinosi sa dodatnim naelektirsanjem anjonu, kome su onda neophodni dodatni katjoni. Na primer, u mineralu ortoklazu [KAlSi
3O
8]
n, anjon je tridimenziona mreža tetraedara u kojoj su svi kiseonici na temenima zajednički. Ako bi svi tetraedri imali silicijumske centre, anjon bi bila samo neutralna silika [SiO
2]
n. Zamena jednog od svaka četiri atoma silicijuma atomom aluminijuma rezultira u anjonu [AlSi
3O−
8]
n, čije naelektrisanje je neutralizovano kalijumskim katjonima K+
.

## Glavne grupe
U mineralogiji, silikatni minerali se klasifikuju u 7 glavnih grupa prema strukturi njihovog silikatnog anjona:
| Glavna grupa  | struktura                        | hemijska formula | primer                     |
| ------------- | -------------------------------- | ---------------- | -------------------------- |
| Nesosilicati  | izolovani silicijumski tetraedri |                  | olivin.                    |
| Sorosilikati  | dvostruki tetraedri              |                  | epidot, melilitna grupa.   |
| Ciklosilikati | prstenovi                        |                  | turmalinska grupa.         |
| Inosilikati   | pojedinačni lanac                |                  | piroksenska grupa.         |
| Inosilikati   | dvostruki lanac                  |                  | amfibolna grupa.           |
| Filosilikati  | ploče                            |                  | liskuni i gline.           |
| Tektosilikati | 3D mreža                         |                  | kvarc, feldspari, zeoliti. |

Tektosilikati mogu jedino da imaju dodatne katjone ako su neki od atoma silicijuma zamenjeni atomom niže valence, kao što je aluminijum. Supstitucija Al za Si je uobičajena.

## Nezosilikati ili ortosilikati
Nezosilikati (od grčkog νῆσος nēsos, ostrvo), ili ortosilikati, sadrže ortosilikatni jon, koji se sastoji od zasebnih [4]4− tetraedara povezanih jedino putem međuprostornih katjona. Nikel-Struncova klasifikacija je 09.A. Primeri su:
- Fenakitna grupa
  - Fenakit – 
  - Vilemit –
- Olivinska grupa
  - Forsterit – 
  - Fajalit – 
  - Tefroit –
- Garnetna grupa
  - Pirop – 
  - Almandin – 
  - Spesartin – 
  - Grosular – 
  - Andradit – 
  - Uvarovit – 
  - Hidrogrosular –
- Zirkonska grupa
  - Zirkon – 
  - Torit – 
  - Hafnon –

- grupa
  - Andalusit – 
  - Kjanit – 
  - Silimanit – 
  - Dumortierit – 
  - Topaz – 
  - Staurolit –
- Humitna grupa – 
  - Norbergit – 
  - Hondrodit – 
  - Humit – 
  - Clinohumite –
- Datolit –
- Titanit –
- Hloritoid –
- Mullit (aka Porcelainit) –

## Sorosilikati
Sorosilikati (od grčkog σωρός sōros, hrpa, gomila) sadrže izolovane pirosilikatne anjone Si
2O6−
7, koji se sastoje od dvostrukog tetraedra sa zajedničkim kiseoničnim temenom — silicijum:kiseonik odnos je 2:7. Nikel–Struncova klasifikacija je 09.B. Primeri su:
- Hemimorfit (kalamin) –
- Lavsonit –
- Aksinit –
- Ilvait –
- Epidotna grupa (ima obe  i  grupu)
  - Epidot – 
  - Zoisit – 
    - Tanzanit – 

  - Klinozoisit – 
  - Alanit – 
  - Dolaseite-(Ce) –
- Vesuvianit (idokras) –

## Ciklosilikati
Ciklosilikati (od grčkog κύκλος kuklos, krug), ili prstenasti silikati, imaju tri ili više tetraedra povezana u prsten. Opšta formula je , gde jedan ili više atoma silicijuma mogu da budu zamenjeni drugim 4-koordinisanim atomom. Silicijum:kiseonik odnos je 1:3. Dvostruki prstenovi imaju formulu . Nikel–Struncova klasifikacija je 09.C. Moguće eličine prstena su: 
- 6 jedinica , beril (crveno: Si, plavo: O)
- 3 jedinice , benitoit
- 4 jedinice , papagoit
- 9 jedinica , eudialit
- 6 units, dvostruki prsten , milarit

Neki primeri minerala su:
- tročlani jednostruki prsten
  - Benitoit – )
- četvoročlani jednostruki prsten
  - Papagoit – CaCuAlSi
2O
6(OH)
3.
- šestočlani jednostruki prsten
  - Beril – 
  - Bazit – 
  - Sugilit – 
  - Turmalin – 
  - Pezotait – 
  - Osumilit – 
  - Kordierit – 
  - Sekaninait –
- devetočlani jednostruki prsten
  - Evdialit – Na
15Ca
6(Fe,Mn)
3Zr
3SiO(O,OH,H
2O)
3(Si
3O
9)
2(Si
9O
27)
2(OH,Cl)
2
- šestočlani dvostruki prsten
  - Milarit –

Prsten u aksinitu sadrži dva B i četiri Si tetraedra i u velikoj meri je iskrivljen u poređenju sa drugim šestočlanim prstenovima ciklosilikata.

## Inosilikati
Inosilikati (od grčkog ἴς is [genitiv: ἰνός inos], vlakno), ili lanci silikata, imaju međusobnom povezane lance silikatnih tetraedara sa bilo SiO3, u 1:3 odnosu za jedanolančane ili , 4:11 odnosu za dvolančane vrste. Nikel–Struncova klasifikacija je 09.D – čiji su primeri:

### Jednolančani inosilikati
- Piroksenska grupa
  - Enstatit – ortoferosilitna serija
    - Enstatit – 3
    - Ferosilit – FeSiO3

  - Pigeonit – 
  - Diopsid – hedenbergitna serija
    - Diopsid – 
    - Hedenbergit – 
    - Augit – 

  - Natrijum piroksenska serija
    - Jadeit – 
    - Aegirin (ili akmit) – 

  - Spodumen –
- Piroksenoidna grupa
  - Volastonit – 3
  - Rodonit – MnSiO3
  - Pektolit –

### Dvolančani inosilikati
- Amfibolna grupa
  - Antofilit – 
  - Kamingtonitna serija
    - Kamingtonit – 
    - Grunerit – 

  - Tremolitna serija
    - Tremolit – 
    - Aktinolit – 

  - Hornblend – 
  - Natrijum amfibolna grupa
    - Glaukofan – 
    - Riebekit (asbest) – 
    - Arfvedsonit –

- Inosilikat, piroksenska familija, sa dvo-periodičnim pojedinačnim lancom, diopsid
- Inosilikat, clinoamphibole, sa dvo-periodičnim dvostrukim lancima, tremolit
- Inosilikat, nerazranati 3-periodični pojedinačni lanac volastonita
- Inosilikat sa 5-periodičnim pojedinačnim lancom, rodonit
- Inosilikat sa cikličnim razgranatim 8-periodičnim lancom, peljit

## Spoljašnje veze
- Mindat.org, Dana classification
- Webmineral : Dana's New Silicate Classification